# آرنیوا
آرنیوا (به اسپانیایی: Arneva) یک منطقهٔ مسکونی در اسپانیا است که در استان آلیکانته واقع شده‌است. آرنیوا ۱٬۱۹۹ نفر جمعیت دارد و ۲۳ متر بالاتر از سطح دریا واقع شده‌است.